# The Eyes of Tammy Faye
The Eyes of Tammy Faye es una película estadounidense de drama biográfico de 2021, escrita por Abe Sylvia y dirigida por Michael Showalter. Está basada en la película documental The Eyes of Tammy Faye escrita por Fenton Bailey y Randy Barbato, y narra la historia de Tammy Faye, una popular presentadora evangelista estadounidense quien, junto a su marido, creó el popular programa de televisión de los años setenta The PTL Club. Está protagonizada y producida por Jessica Chastain. También se encuentran en el reparto principal Andrew Garfield, Cherry Jones y Vincent D'Onofrio.
The Eyes of Tammy Faye tuvo su estreno mundial en el Festival Internacional de Cine de Toronto en septiembre de 2021 y fue estrenada en los cines el 17 de septiembre de 2021 por Searchlight Pictures. La película fue un fracaso de taquilla, recaudó $ 2,4 millones de dólares y recibió reseñas mixtas de los críticos, quienes elogiaron las actuaciones pero criticaron el guion, considerando que la película era inferior al documental. La película recibió dos nominaciones en los Premios Óscar, ganando finalmente ambas, a Mejor actriz para Jessica Chastain, y a Mejor maquillaje y peluquería.

## Reparto
- Jessica Chastain como Tammy Faye Bakker
  - Chandler Head como Tammy Faye (joven)
- Andrew Garfield como Jim Bakker
- Cherry Jones como Rachel LaValley
- Vincent D'Onofrio como Jerry Falwell
- Fredric Lehne como Fred Grover
- Louis Cancelmi como Richard Fletcher
- Sam Jaeger como Roe Messner
- Gabriel Olds como Pat Robertson
- Mark Wystrach como Gary Paxton
- Jay Huguley como Jimmy Swaggart

## Producción
Se anunció en mayo de 2019 que Jessica Chastain y Andrew Garfield fueron elegidos para protagonizar la película, con la dirección de Michael Showalter. Chastain detalló en una entrevista de agosto de 2019 que había adquirido los derechos de la vida de Tammy Faye Bakker en 2012. Chastain también cantará en la película. En octubre de 2019, Cherry Jones se unió al elenco de la película. En noviembre de 2019, Sam Jaeger, Vincent D'Onofrio, Gabriel Olds, Mark Wystrach, Chandler Head, Fredric Lehne y Jay Huguley se unieron al elenco de la película.
La fotografía principal comenzó en octubre de 2019 en Charlotte, Carolina del Norte.

## Recepción

### Crítica
En el agregador de reseñas, Rotten Tomatoes, la película tiene una calificación de aprobación del 64% según 149 reseñas, con una calificación promedio de 6.4 / 10. El consenso de los críticos del sitio web dice: "The eyes of Tammy Faye podría haberse centrado más claramente en la historia de su sujeto, pero la actuación protagónica de Jessica Chastain hace que sea difícil apartar la mirada". Metacritic asignó a la película una puntuación media ponderada de 54 sobre 100, basado en 40 críticos, que indica "revisiones mixtas o promedio". Las audiencias encuestadas por CinemaScore le dieron a la película una calificación promedio de "B +" en una escala de A + a F.

### Premios y nominaciones
| Premiación                                      | Fecha                    | Categoría                                              | Nominado(s)                                                      | Resultado | Ref.   |
| ----------------------------------------------- | ------------------------ | ------------------------------------------------------ | ---------------------------------------------------------------- | --------- | ------ |
| Festival Internacional de Cine de San Sebastián | 25 de septiembre de 2021 | Concha de Plata a la mejor interpretación protagonista | Jessica Chastain                                                 | Ganadora  | [ 13 ] |
| Festival Internacional de Cine de Toronto       | 11 de septiembre de 2021 | Premio tributo                                         | Jessica Chastain                                                 | Ganadora  | [ 14 ] |
| Festival Internacional de Cine de Detroit       | 3 de diciembre de 2021   | Mejor actriz                                           | Jessica Chastain                                                 | Ganadora  | [ 15 ] |
| Women's Image Network Awards                    | 14 de octubre de 2021    | Mejor película                                         | The Eyes of Tammy Faye                                           | Nominada  | [ 16 ] |
| Women's Image Network Awards                    | 14 de octubre de 2021    | Mejor actriz                                           | Jessica Chastain                                                 | Ganadora  | [ 16 ] |
| Women's Image Network Awards                    | 14 de octubre de 2021    | Mejor película producida por una mujer                 | Jessica Chastain, Kelly Carmichael, Rachel Shane y Gigi Pritzker | Nominadas | [ 16 ] |
| Premios Óscar                                   | 27 de marzo de 2022      | Mejor actriz                                           | Jessica Chastain                                                 | Ganadora  | [ 17 ] |
| Premios Óscar                                   | 27 de marzo de 2022      | Mejor maquillaje y peluquería                          | Linda Dowds, Stephanie Ingram y Justin Raleigh                   | Ganadora  | [ 17 ] |
| Premios Satellite                               | 2 de abril de 2022       | Mejor actriz en una película de drama                  | Jessica Chastain                                                 | Nominada  | [ 18 ] |
| Premios Globo de Oro                            | 9 de enero de 2022       | Mejor actriz - drama                                   | Jessica Chastain                                                 | Nominada  | [ 19 ] |
| Premios del Sindicato de Actores                | 27 de febrero de 2022    | Mejor actriz                                           | Jessica Chastain                                                 | Ganadora  | [ 20 ] |
| Premios de la Crítica Cinematográfica           | 13 de marzo de 2022      | Mejor actriz                                           | Jessica Chastain                                                 | Ganadora  | [ 21 ] |
| Premios de la Crítica Cinematográfica           | 13 de marzo de 2022      | Mejor maquillaje y peluquería                          | Justin Raleigh, Linda Dowds y Stephanie Ingram                   | Ganadora  | [ 21 ] |
| Premios BAFTA                                   | 13 de marzo de 2022      | Mejor maquillaje y peluquería                          | Justin Raleigh, Linda Dowds y Stephanie Ingram                   | Ganadora  | [ 22 ] |